# Grayson Murray
Pour les articles homonymes, voir Murray.
Grayson Murray, né le 1er octobre 1993 à Raleigh (Caroline du Nord) et mort le 25 mai 2024 à Palm Beach Gardens (Floride), est un golfeur américain.

## Biographie
Grayson Murray naît en 1993.
Il remporte trois Championnats du monde juniors consécutifs de 2006 à 2008. Il se qualifie pour le PGA Tour en 2016-2017 et remporte son premier titre en 2017 avec une victoire au Barbasol Championship.
En janvier 2024, il remporte le Sony Open du circuit PGA à Hawaï, ce qui le fait atteindre le 46ᵉ rang mondial, son meilleur classement.
Grayson Murray meurt le 25 mai 2024 à Palm Beach Gardens en Floride.